# Irina Iwanowna Alfjorowa
Irina Iwanowna Alfjorowa (russisch Ирина Ивановна Алфёрова; * 13. März 1951 in Nowosibirsk, Sowjetunion) ist eine russische Schauspielerin.

## Leben
Irina Alfjorowa besuchte die  Russische Akademie für Theaterkunst (Российская академия театрального искусства) in Moskau und schloss diese 1972 ab. Bekannt wurde sie in Russland durch die Fernsehserie Der Leidensweg (Хождение по мукам), in welcher sie die Dascha spielte.
Alfjorowa ist die Ex-Frau des Theater- und Filmschauspielers Alexander Abdulow. Mit ihm hat sie eine Tochter.
Sie wurde in der Ukraine auf eine 500 Personen umfassende schwarze Liste russischer Kulturschaffender gesetzt, weil sie die Annexion der Krim unterstützt hat. In der Ukraine wird demnach davon abgeraten, Filme mit Beteiligung dieser Künstler zu zeigen, oder ihre Interviews zu veröffentlichen.

## Filmografie
- 1972: Utschitel penija
- 1977: Der Leidensweg (Хождение по мукам, Fernsehserie)
- 1979: Herbstglocken (Осенние колокола)
- 1979: D'Artagnan und die drei Musketiere (Fernsehfilm)
- 1980: S ljubimymi ne rasstawaites
- 1981: Der Feenprinz (Tündér Lala)
- 1981: Neswany drug
- 1982: Subbota i woskressenije (Kurzfilm)
- 1983: Kühne Recken von Nowgorod
- 1983: Es könnte Liebe sein (Predtschuwstwije ljubwi)
- 1983: Pozelui (Fernsehfilm)
- 1984: Bes widimych pritschin
- 1984: TASS upolnomotschen sajawit … (Miniserie)
- 1984: Sieben Elementarkräfte (Sem stichi)
- 1985: Bagration
- 1985: Rätselhafte Liebesbriefe (Ljubownye pisma s podtekstom)
- 1985: Grubaja possadka
- 1985: Snegurotschku wysywali? (Fernsehfilm)
- 1985: Salon krassoty
- 1985: Parol snali dwoje
- 1986: Tschelowek s akkordeonom
- 1987: Wot takaja istorija … (Fernsehfilm)
- 1989: I powtoritsja wsjo
- 1991: Iskam Amerika
- 1991: Wysschi klass
- 1991: Notschnye sabawy
- 1991: Krow sa krow
- 1992: Swesda scherifa
- 1993: Kontesa Dora
- 1996: Jermak – Ein Kosakenataman erobert Sibirien (Ermak)
- 1997: Liebesgeschichten (Historie milosne)
- 2003: Lissa Alissa
- 2006: Geroi naschego wremeni
- 2007: Sonka – solotaja rutschka (Fernsehserie)
- 2011: Rasputin – Hellseher der Zarin (Fernsehfilm)